# Michael Emmerling
Johann Michael Emmerling (* 4. August 1900 in Zirndorf; † unbekannt) war ein deutscher Kaufmann und Kommunalpolitiker (SPD).

## Werdegang
Emmerling kam als Sohn des Zirndorfer Magistratsrats und Gewerkschafters Anton Emmerling zur Welt. Er war als Kaufmann niedergelassen. Im Mai 1945 wurde er von der US-amerikanischen Militärregierung als Bürgermeister von Zirndorf eingesetzt und nach der ersten freien Kommunalwahl vom Stadtrat im Amt bestätigt. Im Oktober 1949 trat er zurück, weil die Doppelbelastung durch sein Geschäft und das öffentliche Amt zu groß wurde.